# Lindow-Ruppin

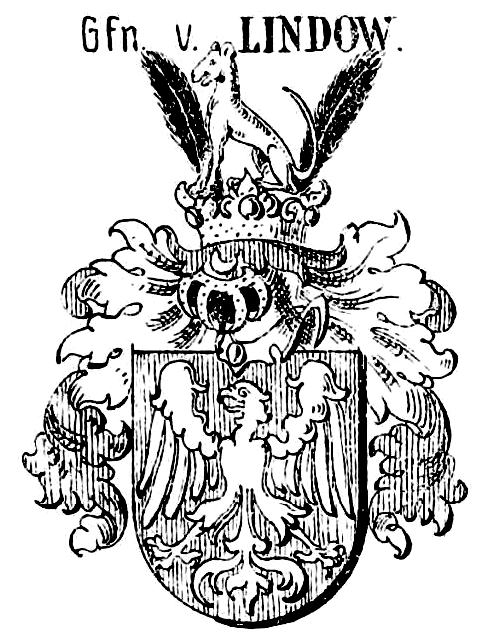
Wappen der Grafen von Lindow-Ruppin

Die Familie von Lindow-Ruppin war ein edelfreies deutsches Adelsgeschlecht im späten Mittelalter. Sie war ab dem Beginn des 13. Jahrhunderts eine Nebenlinie der am Nordostrand des Harzes begüterten Grafen von Arnstein und führte ebenfalls den Grafentitel. Als bedeutendster und umfangreichster Besitz der Grafen von Lindow-Ruppin bildete sich im Laufe des 13. Jahrhunderts die Herrschaft Ruppin heraus, über die sie vermutlich anfangs reichsunmittelbar die Landesherrschaft ausübten, bevor sie später immer stärker dem Machtanspruch der Markgrafen von Brandenburg erlagen. Das Adelsgeschlecht erlosch im Jahr 1524 im Mannesstamm.

## Ursprung und Name
Die aus dem schwäbischen Geschlecht derer von Steußlingen stammenden edelfreien Herren von Arnstedt erbauten um 1130 bei Aschersleben am Ostharz die Burg Arnstein. Ab 1156 nannten sie sich von Arnstein. Graf Gebhard von Arnstein (* 1180/1209; † um 1256), Sohn Walthers III. von Arnstein und ein Urenkel Albrechts des Bären, gelangte um 1214 in den Besitz der Herrschaft Ruppin. Er gilt als Stammvater der Grafen von Lindow-Ruppin, die fortan eine Nebenlinie der Grafen von Arnstein bildeten.
Der Name Lindow-Ruppin bildete sich allerdings erst in der Zeit nach Gebhard heraus. Er bezieht sich neben der Herrschaft Ruppin auf die Herrschaft Lindau (auch Lindow) in Anhalt, die ebenfalls im Besitz des Adelsgeschlechts war. Aufgrund des Grafentitels derer von Lindow-Ruppin war sowohl für Lindau und als auch für Ruppin die Bezeichnung Grafschaft nicht unüblich. Es handelte sich aber bei diesen Territorien um Herrschaften, nicht um Grafschaften.

## Geschichte

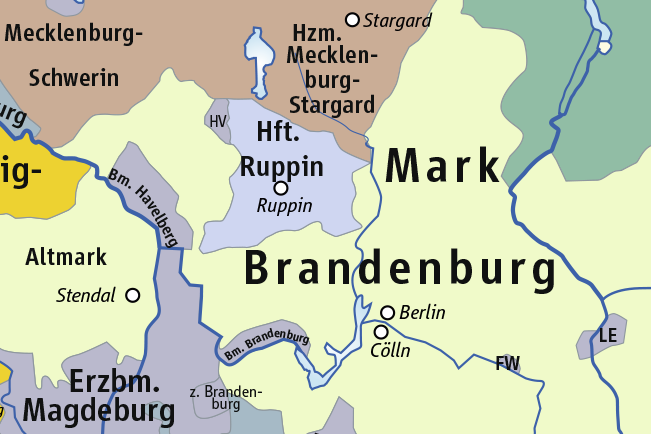
Die Herrschaft Ruppin um 1400

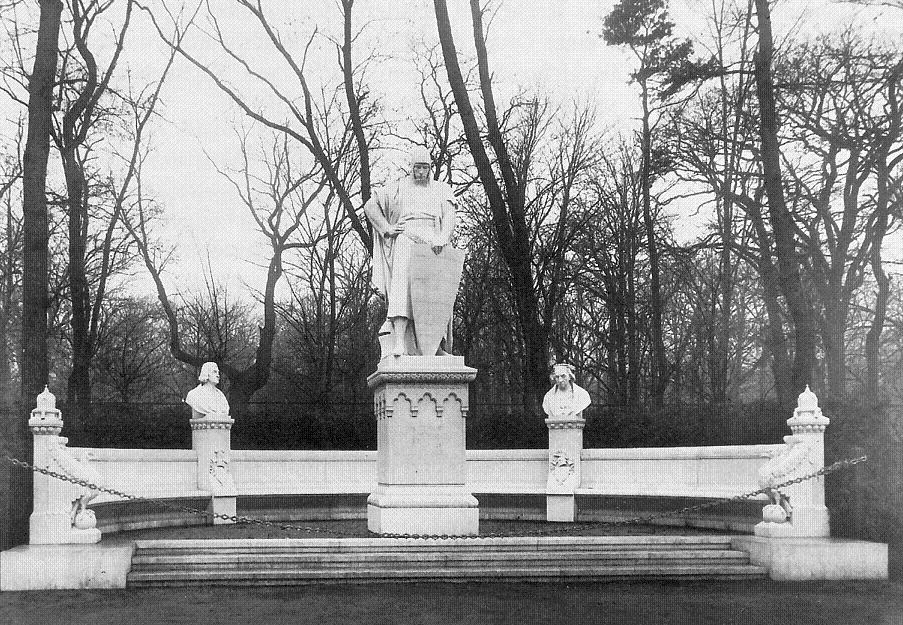
Gunther I. von Lindow in der Figurengruppe 6 der Berliner Siegesallee (Nebenfigur links)

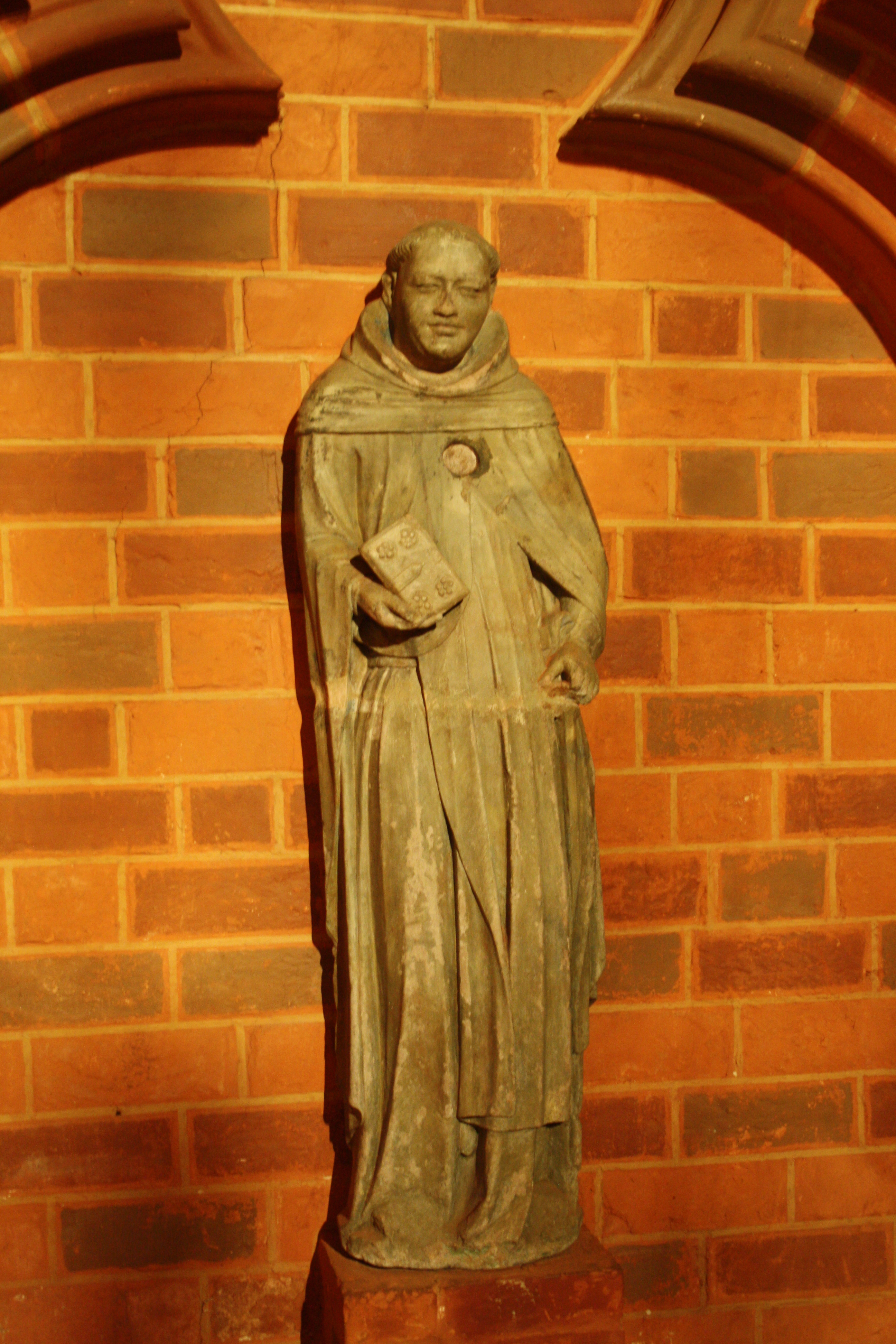
Wichmann von Arnstein, erster Prior des Dominikanerklosters Neuruppin

Ruppin war ursprünglich eine slawische Burg, vermutlich ein Zentrum des Stammes der Zamzizi. Ab etwa 1150 ist mit regen Aktivitäten deutscher Adliger zu rechnen, die Herrschaften auf dem Boden der zerfallenden slawischen Stammesgebiete aufzubauen versuchten. Um 1214 übernahm Gebhard von Arnstein die deutsche Burg Ruppin. Die Besitzverhältnisse in den Jahren davor sind ungeklärt. Gebhard nannte sich noch Vogt von Leitzkau, Graf von Lindau. Beide Gebiete waren um 1200  Besitzungen der Arnsteiner rechts der Elbe südöstlich von Magdeburg. Unter Gebhard wurde die Burg Ruppin ausgebaut und wenig später in etwa fünf Kilometer Entfernung die Siedlung Neuruppin gegründet, deren schnell steigende Bedeutung Ruppin schon 1238 den Namen Alt Ruppin einbrachte.
Zwischen 1230 und 1240 wurde noch unter der Hand von Gebhard von Arnstein zwischen in den Wäldern nordöstlich von Ruppin das Kloster Lindow gegründet. 1246 gründete Gebhards Bruder Wichmann von Arnstein (geboren um 1185), vormals Prior des Klosters Unser Lieben Frauen in Magdeburg, das Dominikanerkloster Neuruppin und wurde dessen erster Prior. Noch war Alt Ruppin der Zentralort. So wurden von dort aus durch den Sohn Gebhards, Gunther I., dem Klosterort Neuruppin am 9. März 1256 die Stadtrechte verliehen (Stendaler Recht).
Die Familie derer von Lindow-Ruppin lässt sich als ausgesprochen geschäftstüchtig, umtriebig und politisch geschickt bezeichnen. Bereits einer ihrer ersten Entschlüsse, das günstiger gelegene Neuruppin zum zentralen Ort der Herrschaft zu machen, erwies sich als weit vorausschauend. Durch Heiraten wurde dafür gesorgt, dass die Beziehungen zum nördlich benachbarten Mecklenburg friedlich blieben, aber auch die Verbindungen zur alten „Heimat“, den altmärkischen und anhaltinischen Herrscherhäusern, nicht abrissen. Einige aus dem Grafengeschlecht derer von Lindow-Ruppin traten in die Dienste der katholischen Kirche, wie z. B. Burkhard II., Graf von Lindow-Ruppin, der 1348–1370 Bischof von Havelberg war.
Das unruhige 14. Jahrhundert brachte ihrem Herrschaftsgebiet wesentliche Zugewinne. Um gegen die Einfälle der Pommern geschützt zu sein, bauten bzw. übernahmen sie die Grenzfesten Rheinsberg und Fürstenberg/Havel. Noch 1317 erhielten sie vom Markgrafen Waldemar Wusterhausen. Bereits 1319, im Jahr des Erlöschens der brandenburgischen Linie der Askanier, übernahmen sie das Land Gransee östlich des Klosterortes Lindow. Zwischenzeitlich mussten sie auch Ländereien um Rathenow und Friesack besessen haben, die sie jedoch 1334 wieder abgeben mussten. Da ihnen der Markgraf Ludwig der Ältere von Brandenburg größere Summen Geldes schuldete, wurde ihnen ihr Recht auf den Besitz von Gransee und Wusterhausen (jeweils mit dazugehörigen Dörfern) erneut zugesprochen und 1347 noch einmal bestätigt. 1349 verkauften sie Fürstenberg und erwarben Besitzungen im Havelland (Glien, Rhinow und um Bötzow, das spätere Oranienburg).
Nicht alle Grafen hatten so eine glückliche Hand: 1370 verpfändete Graf Albrecht von Lindow-Ruppin die Herrschaft Lindau für 1300 Mark Brandenburgisches Silber an Fürst Johann zu Anhalt. Weitere Dörfer mussten verkauft werden. Nach einem Vertrag von 1377 mit Kaiser Karl IV. musste Albrecht sogar die Ländchen Glien und Rhinow wieder herausgeben. 1381 wollte Albrecht VI. von Lindow-Ruppin das Schloss Möckern und dazugehörige Dörfer kaufen, konnte aber die Kaufsumme nicht aufbringen.
Das 15. Jahrhundert brachte wieder Landgewinne. So gehörte ihnen ab 1407 Neustadt und ab 1440 einige niederbarnimsche Dörfer um Birkenwerder. Mitte des 15. Jahrhunderts umfasste die Herrschaft wieder das alte Kerngebiet um Neuruppin und Alt Ruppin, Wusterhausen, Gransee, Rheinsberg und viele königliche- und Rittergüter im Umkreis. Trotzdem musste Geldmangel an der Tagesordnung gewesen sein: 1461 verkaufte Graf Albrecht d. J. die Herrschaft Lindau an Adolph zu Anhalt und dessen Bruder Albrecht, unter dem Vorbehalt des Wiederkaufs und Beibehaltung seines Titels Graf von Lindow-Ruppin, obwohl er ja nur noch Ruppin besaß.
Im Jahre 1500 wurde Johann III. von Lindow-Ruppin von Erzbischof Ernst des Magdeburger Stifts mit Möckern belehnt. Sein Nachfolger nannte sich Jakob Graf von Lindow, Herr zu Ruppin und Möckern. 1520 übernahm Wichmann von Lindow-Ruppin die Herrschaft, starb aber schon vier Jahre später. Damit erlosch 1524 das gräfliche Haus derer von Lindow-Ruppin. Die Besitzungen wurden durch den Kurfürsten von Brandenburg eingezogen.

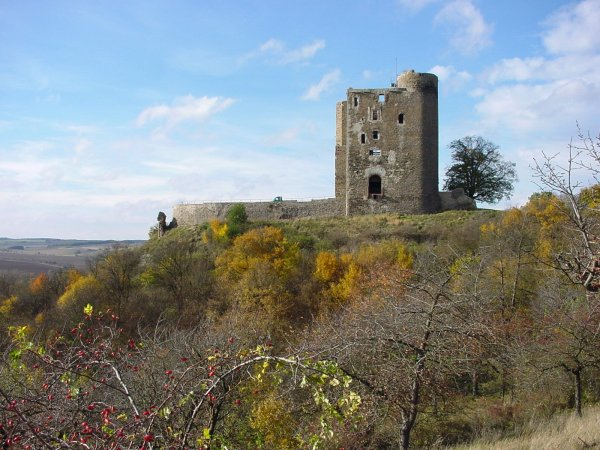
Burg Arnstein (Harz)
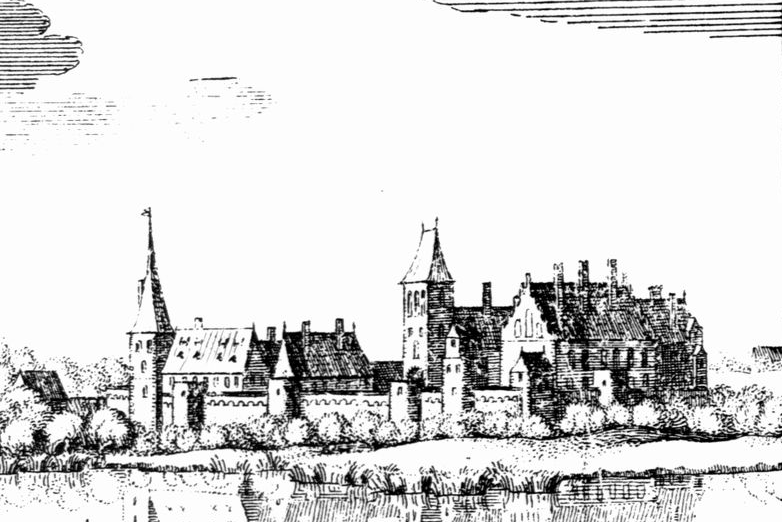
Burg Ruppin (um 1650)
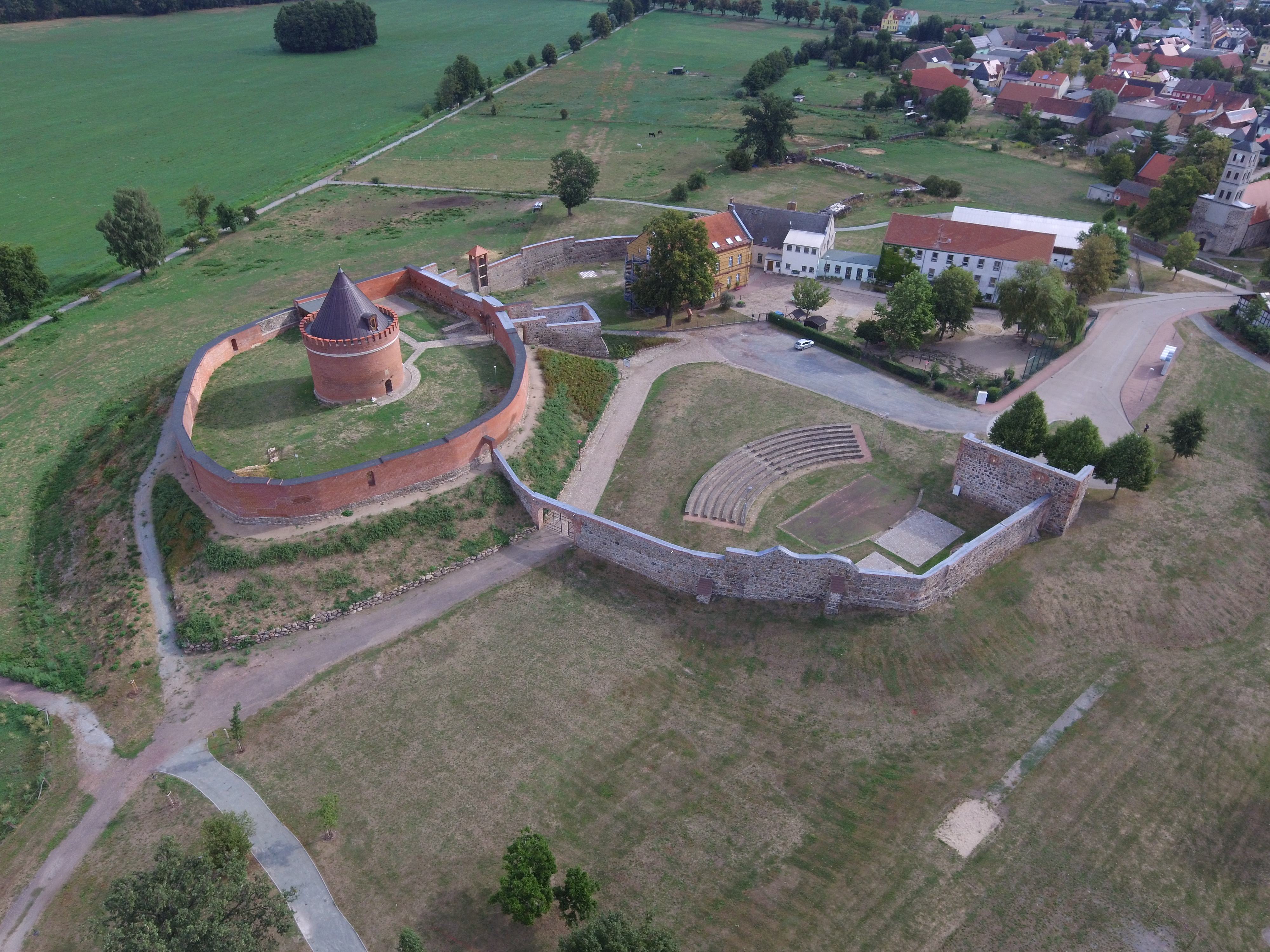
Burg Lindau

### Wappen
Das Wappen zeigt in Rot einen silbernen Adler. Auf dem Helm mit rot-silbernen Decken ein sitzender silberner Hund (auch: nur Kopf und Hals einer silbernen Bracke) zwischen zwei unten zusammen gesetzten schwarzen (oder braunen) Reiher- oder Fasanenfedern.

## Männliche Linie der Grafen
Mehrmals regierten mehrere Brüder zusammen. Diese Tatsache ist aber nur aus wenigen Verträgen bezeugt, daher wird hier nur der jeweilige Erbe des Grafentitels genannt. Trotz des problematischen Doppelnamens wurde er in der Auflistung beibehalten, wenn er den Quellen entsprach.
- Gebhard I. von Arnstein (* 1180–1209; † um 1256), Graf von Lindau, Vogt von Leitzkau (Vater Walther III. von Arnstein, Mutter Gertrud von Aschersleben (von Ballenstedt), eine Enkelin Albrechts des Bären)[3]
- Günther I. von Lindow (* um 1230; † um 1284)[4]
- Ulrich I., Graf von Lindow (* um 1253; † 1316) regierte mit Bruder Burchard
- Ulrich II., Graf von Lindow-Ruppin (* um 1300; † 1356)
- Günther II., Graf von Lindow-Ruppin (* 1312)
- Albrecht VI. von Lindow-Ruppin (* 1330)[5]
- Ulrich III., Graf von Lindow-Ruppin (* um 1347)
- Günther III., Graf von Lindow-Ruppin (* 1356)[6]
- Woldemar I., Graf von Lindow-Ruppin (* 1358)
- Ulrich IV., Graf von Lindow-Ruppin (* 1371)
- Günther V., Graf von Lindow-Ruppin (* 1375)
- Johann I., Graf von Lindow-Ruppin (* 1381)
- Ulrich V., Graf von Lindow-Ruppin (* um 1395)
- Albrecht VIII., Graf von Lindow-Ruppin (* 1405; † 1460)
- Johann III., Graf von Lindow-Ruppin (* um 1455; † 1500)
- Jakob I., Graf von Lindow-Ruppin (* 1460)[7]
- Joachim I., Graf von Lindow-Ruppin (* 1474; † 1507)[8]
- Wichmann I., Graf von Lindow-Ruppin (* um 1500 (1503?); † 1524)[9]